# محمد القزاز التبريزي
محمد بن عبد العظيم التبريزي المعروف بـالقزاز (1824 - 1902) شاعر إيراني في القرن 19 م. ولد في تبريز ونشأ بها على أبيه وسافر إلى الروم في 1859 ثم استوطن العراق وسكن في الحلة وعاشر أدباءها وشعراءها وأجاد في النظم ومن قبل ذلك ما كانت له قريحة في الشعر العربي. توفي في الحلة ودفن في النجف في العتبة العلوية. 

## سيرته
ولد محمد بن عبد العظيم التبريزي المعروف بالقزاز في تبريز سنة 1240 هـ ونشأ بها على أبيه وفي النصف الثاني‌ من عمره سافر إلى بلاد الروم - تركيا - فبقي فيها مدة وذلك عام 1276 هـ ثم سافر منها إلى العراق وسكن الحلة. وصف بأنه «كان حاد الذكاء مرهف الحس» و«كان أديبا حافظا صلب الإيمان، قوي التشيع، شديد الولاء». تعلم العربية في الحلة ونبع في الشعر ومن قبل ذلك ما كانت له قريحة في نظم الشعر العربي، وكان لديه ديوان ضخم. له مع أدباء نوادر وحكايات لطيفة. توفي على الأرجح عام 1320 هـ وخلف ثلاثة أولاد. 

توفي بالحلة سنة 1320 هـ / 1902 م، ونقل إلى النجف فدفن بها في العتبة العلوية. وأرخ وفاته عبد المجيد الحلي البغدادي بقوله: جيد العلى من حلى الآداب والهفا/ أرخت عطل في العشرين من صفر.

## شعره
أكثر شعره في مدح الأئمة الاثنا عشر ورثائهم، حتى أنه نظم عشرات الألوف فيهم، فمن شعره قوله في الغزل:
وقوله:
قال يؤرخ بناء المسجد الذي انشاده السيد محمد القزويني‌ عام 1314 هـ: